# Crossfield
Crossfield is een plaats (town) in de Canadese provincie Alberta en telt 2648 inwoners (2006).